# Bahita vilhena
Bahita vilhena är en insektsart som beskrevs av Keti Maria Rocha Zanol 1999. Bahita vilhena ingår i släktet Bahita och familjen dvärgstritar. Inga underarter finns listade i Catalogue of Life.